# 티아라 안디니
티아라 아누그라 에카 세티오 안디니(인도네시아어: Tiara Anugrah Eka Setyo Andini, 2001년 9월 23일~)는 인도네시아의 가수, 배우, 방송인이다. 2019년부터 2020년까지 RCTI에서 방영된 인도네시안 아이돌 시즌 10 준우승을 차지하며 대중들에게 명성을 얻었다. 2020년 제23회 아누게라 무식 인도네시아에서 최우수 신인상을 받았고, 같은 해에 엠넷 아시안 뮤직 어워드에서 인도네시아 최우수 신인 아티스트상을 받았다.

## 초기 경력
유명세을 얻기 전에 티아라는 중국 결혼식에서 특히 만다린 노래를 부르는 웨딩 가수로 활동했다. 구인은 매주 티아라가 했다.
티아라는 노래 외에도 모델 공부도 하고 있다. 티아라는 어린 시절부터 젬버 패션 카니발에 아역 모델로 합류해 활발한 활동을 펼치고 있다. 2018년 티아라는 2018년 아시안게임 폐막식에서 대한민국을 주제로 한 젬버 패션 카니발의 프로토타입 패션 모델로 발탁됐다. 당시 티아라는 한국의 유명한 남성 보컬 그룹인 슈퍼주니어와 함께하는 시간도 가졌다.

## 교육
Tiara는 2008년부터 2014년까지 SD Al-Furqan Jember에서 초등학교를 다녔다. 그 후 Tiara는 SMP Negeri 3 Jember에서 교육을 계속했으며 2017년 Tiara는 과학을 전공하는 SMA Muhammadiyah 3 Jember에서 교육을 계속했다. 티아라의 부모는 그녀가 예술 분야에서 일하면서도 강력한 종교 교육을 받을 수 있도록 그녀를 이슬람 학교에 등록했다. 티아라는 고등학교 시절 다니엘 솜바의 지도 아래 음악 과외 활동을 펼쳤다. 고등학교를 졸업한 티아라는 경력 개발을 위해 대학 진학을 1년 연기했다. 2021년 Tiara는 Communication Science 연구 프로그램의 S-1 레벨을 수강하여 Multimedia Nusantara University에 등록했다.

## 직업

### 2017~2018: 초기 경력
어린 시절부터 티아라는 종종 지역 규모의 노래 경연 대회에 참가했다. 티아라는 2017년 빈탕라디오와 아세안 RRI 젬버의 결선 진출자로 알려져 있다.
티아라는 TV에서 노래 경연을 이어가며 보이스 키즈 인도네시아와 보이스 인도네시아 행사에 참가했지만 실패했다. 티아라는 시즌 3에서 더 보이스 인도네시아에 참여했다. 티아라는 제시 제이, 아리아나 그란데, 니키 미나즈가 대중화한 '뱅뱅'을 부르며 오디션에서 탈락했다.

### 2019~2020: 인도네시아 아이돌, 데뷔 싱글 "Gemintang Hatiku", 연기 데뷔 및 발표자
2019년 티아라는 다시 한 번 재능 발굴 이벤트 인도네시아 아이돌에 참여했다. 오디션에서 티아라는 Raisa의 노래 "Could it Be"를 부르고 Judika로부터 티타늄 티켓을 받았다. 이 때문에 티아라는 인도네시아 아이돌 시즌 10에서 티타늄 티켓을 받은 소녀로 알려져 있으며, 티아라는 인도네시아 아이돌 역사상 유일하게 최종 라운드에 진출한 티타늄 티켓을 받았다. 경쟁 중인 티아라는 2019년 11월 26일에 공식 팬클럽을 설립했다. 티아라가 상위 13위였을 때 "Mootiara"라는 이름은 "Mood Tiara Andini"를 의미한다. 2020년 3월 2일 티아라는 오디션을 통과하고 5개월간의 경쟁자 격리 절차를 거쳐 준우승에 올랐다. 인도네시아 아이돌 시즌 10의 준우승을 차지한 티아라는 상금 1억 루피아와 All New Nissan Livina MPV 차량 1대를 받았다. 티아라는 유니버설 뮤직 인도네시아(Universal Music Indonesia)라는 음반사와 계약할 기회도 있었고, 전 최종 후보였던 그녀는 MNC 그룹이 소유한 아티스트 매니지먼트 회사인 스타 미디어 누산타라(Star Media Nusantara)에서 자동으로 처리되었다.
인도네시아 아이돌에서 티아라는 "Gemintang Hatiku"라는 제목의 우승곡을 얻었고 이는 가수로서 그녀의 첫 번째 싱글이 되었다. 두 가지 버전의 노래가 있는데 티아라가 이 노래를 댄스 팝 버전으로 불렀다. 이 곡은 티아라가 2020 아누게라 뮤직 인도네시아 어워드에서 '베스트 뉴커머'로, 2020 엠넷 아시안 뮤직 어워드에서 '베스트 뉴 아시안 아티스트 인도네시아'를 수상하는 데 성공했다.
인도네시아 아이돌을 졸업한 지 두 달 후, 티아라는 2020년 5월 RCTI 텔레비전 방송국에서 방송된 에피소드 26부터 29까지 4개의 에피소드에서 티아라 캐릭터를 연기하는 조연 배우로 시네마 ''Amanah Wali 4''에서 연기 데뷔를 했다.
2020년 7월 1일, Tiara는 RCTI 텔레비전 방송국에서 방송된 이벤트 ''Dahsyatnya 2020''의 발표자로 줄을 섰으며 Ayu Dewi, Denny Cagur 및 Raffi Ahmad라는 3명의 다른 발표자와 합류했다. 2020년 7월 29일에 계속된 티아라는 한국의 남성 보컬 그룹 BTS의 특별 출연을 선보인 ''Tokopedia: Waktu Indonesia Belanja TV Show''에서 Luna Maya와 함께 발표자로 줄을 섰다. 이 이벤트는 Indosiar 및 SCTV 텔레비전 방송국에서 방탄소년단었다.

### 2021~현재: 데뷔 영화Arti untuk Cinta및Tiara Andini
2021년 2월 21일, Tiara Andini는 ''Giveaway Roboguru Show''에서 태국 남성 배우 중 한 명인 Bright Vachirawit과 듀엣을 할 기회가 있었다. 이 행사는 Indosiar, Trans7, Trans TV, RCTI, GTV, SCTV, MNCTV, RTV, NET 등 9개의 TV 방송국에서 방송되었다.
티아라는 2001년 한국 영화를 리메이크한 파자르 부스토미 감독의 영화 '엽기적인 그녀'에 출연하며 영화계에 데뷔했다. 주인공 티아라는 제프리 니콜과 충돌했다.
인도네시아 아이돌을 졸업하고 1년 후, 티아라 안디니는 아르시 위디안토와 함께 음악 프로젝트에 참여하게 되었다. 이 프로젝트는 원래 "Cintanya Aku" 노래로 시작하여 "Bahaya"로 끝나는 4개의 연결된 노래로 구성된 음악 시리즈였다. 2021년 3월 12일, 음악 시리즈는 앨범 트랙에 한 곡의 신곡이 추가된 Arti untuk Cinta라는 확장 플레이로 패키지 및 출시되었다. 이 앨범의 4곡은 공동 작업으로 연주되었으며 Arsy Widianto가 "Padamu Luka"라는 곡을 솔로로 연주했다. 제목에 사용된 '아르티'는 아르시와 티아라의 약어다. 이 앨범을 만들 때 인도네시아 음악가 Yovie Widianto가 작곡가로, 프로듀서로 Adrian Kitut의 도움을 받았다. Arti untuk Cinta는 2021 Anugerah Musik Indonesia Awards에서 "베스트 팝 앨범"으로 상을 받았다.
그녀의 데뷔 앨범이 발매되기 이틀 전 Andini는 Equal 캠페인 프로그램의 맥락에서 Spotify에서 인도네시아 이달의 아티스트로 선정되었다. 이번 캠페인에서 티아라 안디니의 사진은 미국 뉴욕 타임스퀘어의 디지털 광고판에 선정됐다. 2021년 말, 정확히 2021년 12월 17일에 Tiara Andini는 그녀의 예명과 동명 제목을 가진 첫 번째 스튜디오 앨범을 발표했다. 이 앨범에는 이전에 5개의 싱글이 발매된 8개의 트랙이 포함되어 있다. 안디니는 데뷔 앨범 발매를 기념해 앨범 발매일 유튜브 프리미엄 서비스를 통해 독점 방영되는 애프터파티도 진행했다.

## 음반

### 정규 음반
- Tiara Andini (2021)

### 익스텐디드 플레이
- Arti untuk Cinta (2021)

### 편집 앨범
- Musikini Super Hits 2 (2021)

### 싱글
- "Gemintang Hatiku" (2020)
- "Maafkan Aku #terlanjurmencinta" (2020)
- "365" (2020)
- "Cintanya Aku" (2021)
- "Diam-Diam" (2021)
- "Bahaya" (2021)
- "Hadapi Berdua" (2021)
- "Memilih Aku" (2021)
- "Buktikan" (2021)

#### 피처링
- "Damaikan Dunia" (2020)
- "Indonesia Jaya" (2020)

#### 프로모션 싱글
- "Bahaya (Korean Version)" (2021)
- "Menjadi Dia" (2021)
- "Merasa Indah" (2021)

## 필모그래피

### 필름
- My Sassy Girl (2022)

### 전자 시네마
- Amanah Wali 4 (2021)